# Norbert Meier
Norbert Meier (Reinbek, 20 settembre 1958) è un allenatore di calcio ed ex calciatore tedesco, di ruolo centrocampista.

## Carriera

### Giocatore

#### Club
Centrocampista offensivo, giocò dal 1980 al 1990 al Werder Brema, con cui vinse un campionato nel 1988, e terminò la carriera, giocando dal 1990 al 1992 al Borussia Mönchengladbach.

#### Nazionale
Giocò con la Germania Ovest dal 1980 al 1990 segnando due reti in sedici partite e partecipò al campionato d'Europa 1984 in Francia.

### Allenatore
Meier allenò dal 2003 al 2005 il Duisburg e nella stagione 2006-2007 la Dinamo Dresda.
Il 6 dicembre 2005, all'82', Meier stava litigando con il giocatore del Colonia Albert Streit fino a quando non cadde a terra improvvisamente e successivamente l'arbitro Manuel Gräfe estrasse il cartellino rosso a Streit. La prova televisiva scagionò in seguito Streit in quanto era stato Meier ad attaccare il calciatore con una testata. La DFB, in seguito a questo fatto, punì Meier convincendolo a dare le dimissioni dalla panchina del club.

## Palmarès

### Giocatore
- Campionato tedesco: 1

Werder Brema: 1987-1988
- Supercoppa di Germania: 1

Werder Brema: 1988

### Allenatore
- Campionato tedesco di terza divisione

Arminia Bielefeld: 2014-2015